# Волнения в Румынии (2012)
Волнения в Румынии — массовые протесты в Румынии, начавшиеся в январе 2011 года, направленные против реформы здравоохранения и приведшие к отставке правительства во главе с Эмилем Боком.

## Причины
Румыния остаётся одной из беднейших стран Европы. Столкнувшись с нарастающим экономическим кризисом в стране, вызванным общим мировым финансовым кризисом, правительство Эмиля Бока в 2009 году взяло у МВФ кредит в 20 млрд евро и согласно условиям кредиторов увеличило налоги и провело сокращение пособий и заработных плат. Также был введён новый трудовой кодекс, существенно уменьшающий права профсоюзов и увеличивающий полномочия работодателей.
В конце 2011 года правительство подготовило проект реформы здравоохранения, предусматривающий расширение платной медицины. В знак протеста против этого 10 января из Министерства здравоохранения уволился госсекретарь министерства и основатель современной скорой помощи Румынии Раед Арафат. В тот же день в Бухаресте начался митинг солидарности с Арафатом, перекинувшийся и на другие города.

## Хроника
12 января начались протесты в Тыргу-Муреше, распространившись на следующий день и на другие города Румынии (Клуж-Напока, Крайова, Питешты, Яссы и другие).
13 января началась демонстрация на университетской площади Бухареста. Выступления в Бухаресте стали наиболее массовыми.
На следующий день начались столкновения демонстрантов с полицией и жандармами, к протестующим присоединились также футбольные фанаты. В ответ полицейские и жандармы применили дубинки и слезоточивый газ. В результате разгона демонстрации в Бухаресте 15 января пострадали 30 человек.
17 января было объявлено об отказе от намеченной реформы здравоохранения и восстановлении Раеда Арафата на прежнем посту, но протесты это не остановило, в Бухаресте прошли массовые погромы. Демонстранты вынесли на площадь гроб с надписью «Бэсеску = Чаушеску», напоминая об участи последнего коммунистического лидера страны, казнённого в 1989 году.
23 января министр иностранных дел Теодор Баконски был отправлен в отставку после того, как назвал протестующих «бездельниками» и «силами прошлого».

## Итоги
В результате протестов 
6 февраля правительство Эмиля Бока ушло в отставку, чтобы «ослабить политическую и социальную напряженность в стране».
6 июля Парламент Румынии отстранил президента Траяна Бэсеску от должности президента.